# نهر بالمر

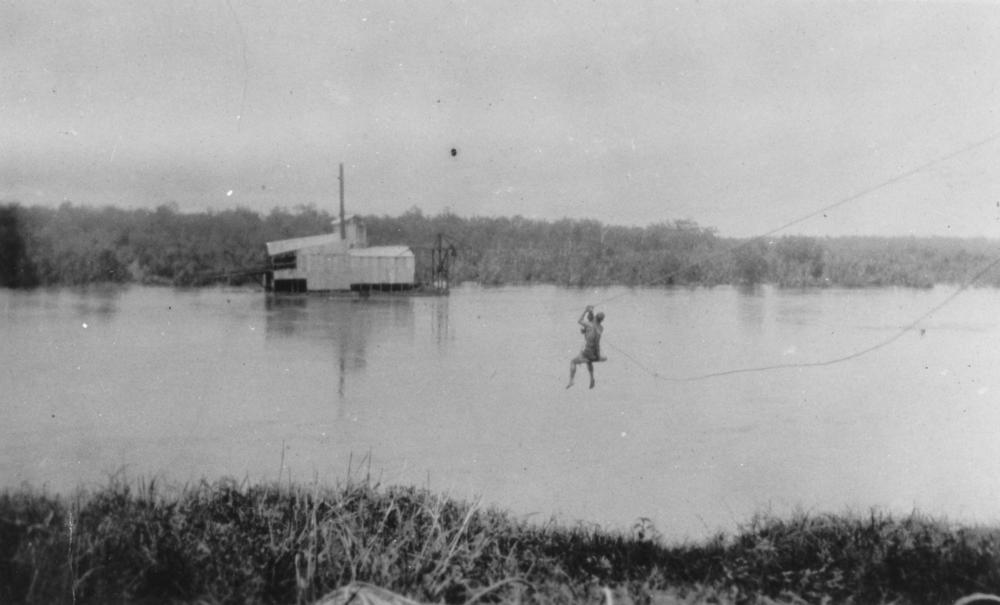
نهر بالمر
نهر بالمر بالإنجليزية (Palmer River): نهر يقع جنوب غرب مدينة كوك تاون في شمال أستراليا، كان أحد المواقع الرئيسية للبحث عن الذهب في القرن الـ19 والتي بدأعام 1872م، يتدفق النهر غرباً عبر كيب يورك إلى خليج كاربنتاريا, الإستيطان السكاني في المنطقة كان ببلدة مي تاون Maytown التي بدأت كمخيم 1872م ثم أخذت المدينة تنمو وأصبحت مركز إدارة الحكم المحلي لمنطقة هان Hann.
مترجم Palmer River